# オドゥワン・ドルフュス
オドゥワン・ドルフュス（Audouin Charles Dollfus、1924年11月12日 - 2010年10月1日）はフランスの天文学者である。太陽系の専門家で土星の衛星ヤヌスを発見した。

## 生涯
パリ大学で数学の博士号をとり、1946年からパリ、ムードン天文台の天体物理部門で天文学者として働き、その後名誉教授となった。ピク・デュ・ミディの天文台で光の偏光をもちいた観測を行い、火星の組成や水星の大気の研究をおこなった。1966年に土星の衛星ヤヌスを発見した。フランスで気球を用いた観測を行った最初の1人である。

## 栄誉
1993年ジュール・ジャンサン賞受賞。小惑星(2451)ドルフュスはドルフィスの功績を記念して命名された。